# 김두진 (1988년)

## 학력
- 한국예술종합학교 연기과 학사

## 출연작
- 2012년 로풍찬 유랑극장
- 2015년 인간동물원초
- 2016년 멋진 신세계
- 2017년 말 잘 듣는 사람들
- 2017년 하늘로 간 청춘팥
- 2018년 파란나라- 대전